# Perissocentrus phormio
Perissocentrus phormio är en stekelart som först beskrevs av Walker 1842.  Perissocentrus phormio ingår i släktet Perissocentrus och familjen gallglanssteklar. Inga underarter finns listade i Catalogue of Life.